# دودی کردن

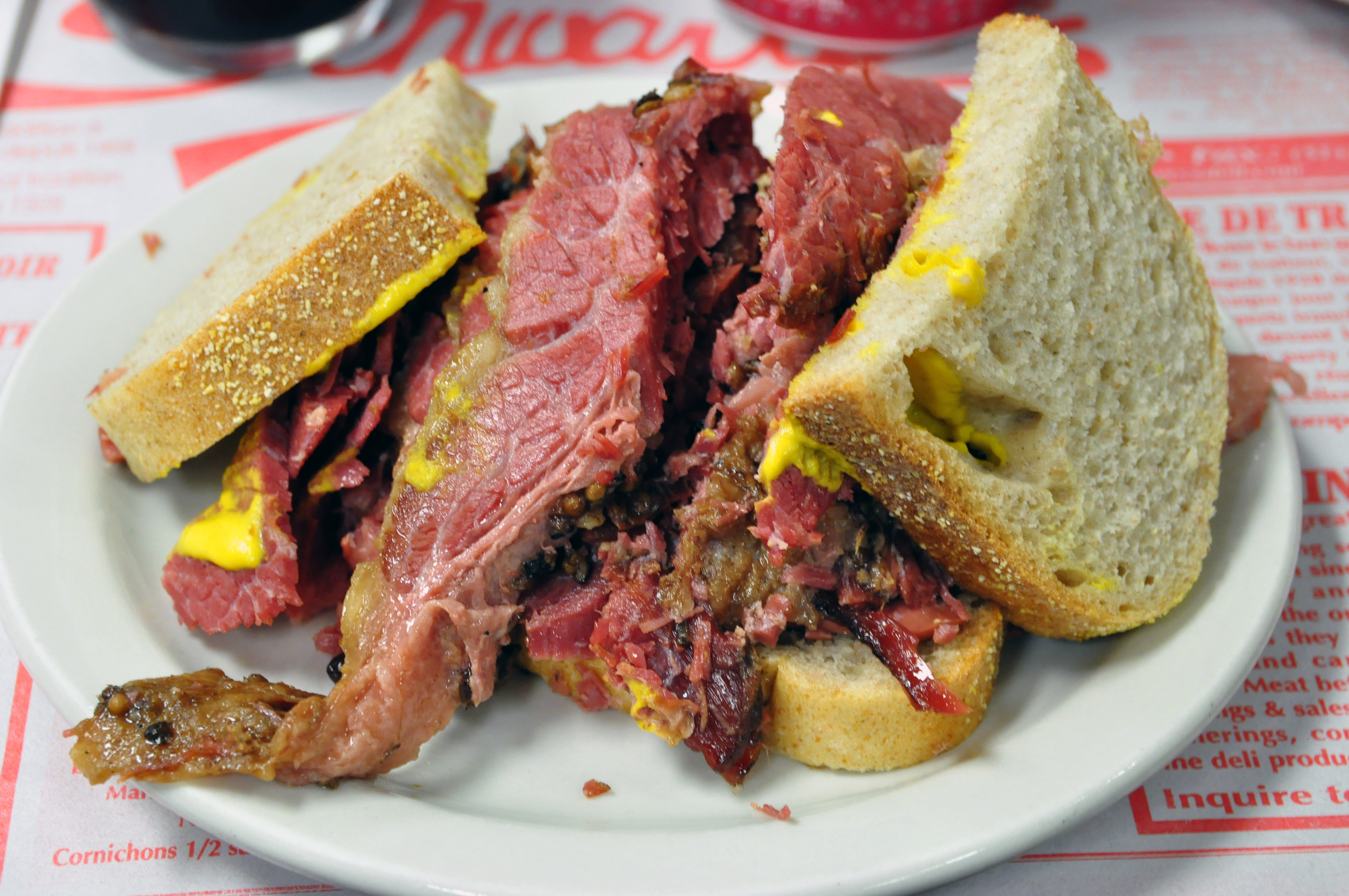
Smoked Meat ساندویچ گوشت دودی مونترال، یک غذای معروف در کانادا

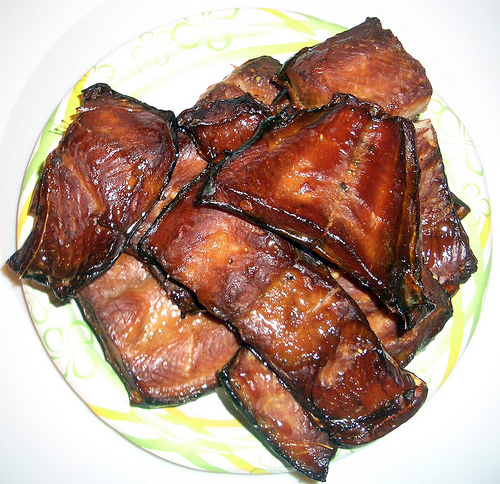
آزادماهی کتا chum salmon

دودی کردن، دود دهی یا دودانیدن روند طعم دادن، پخت‌وپز، یا نگهداری مواد غذایی با روش قرار دادن آن در برابر دود حاصل از سوزاندن یا مواد سوختنی، بیشتر چوب است. گوشت و ماهی رایج‌ترین غذاهای دودی هستند، و نیز پنیرها، و تره‌بار، و همچنین با استفاده افزودنی‌هایی در مواد تشکیل دهنده تا نوشیدنی‌هایی مانند ویسکی، آبجو دودی، و چای لپسنگ (چای سیاه چینی) نیز دودی است.
در اروپا، برای دود دادن، چوب درخت و درخت‌چهٔ توسکا چوب سنتی بوده، اما بلوط و راش هم در حال حاضر استفاده می‌شود، (راش به میزان کمتر). در آمریکای شمالی، درخت گردوی آمریکایی، کهور، بلوط، گردو پی‌کان، توسکا، افرا، و درختان میوه جنگلی، مانند سیب، گیلاس و آلو، معمولاً برای دود دهی استفاده می‌شود. علاوه بر چوب، سوخت‌های دیگر نیز می‌توانند به کار گرفته شوند؛ گاهی هم علاوه بر افزودنی‌های طعم دهنده. دود دهی چای چینی که با استفاده از مخلوطی از برنج خام، شکر و چای، گرم می‌شود که در یک تابه یا ووک برای ایجاد دود حرارت داده می‌شود. برخی از تولیدکنندگان ژامبون و بیکن آمریکای شمالی محصولات خود را بر روی چوب‌ذرت در حال سوختن دود می‌دهند. زغال‌سنگ نارس یا تورب را می‌سوزانند تا خشک شود و از آن برای دود دادن مالت جو استفاده می‌شود که برای ساختن ویسکی و برخی از آبجوها به مصرف می‌رسد. در نیوزیلند، از خاک ارهٔ منوکای بومی (درخت چای) یا لپتسپرمم اسکپاریوم معمولاً برای «دود دهی داغ» و تولید ماهی دودی استفاده می‌شود. در ایسلند، کود خشک گوسفند را برای «دود دهی سرد» ماهی، گوشت بره، گوشت گوسفند، و نهنگ به کار می‌برند.
از دیدگاه تاریخی، روستاها در جهان غرب دارای یک ساختمان کوچک (اتاقک) بوده‌اند که دودخانه نامیده می‌شد، که می‌توانستند گوشت را در آن دود داده و ذخیره کنند. این بنا به‌طور کلی به خوبی از ساختمان‌های دیگر روستا جدا بود، یکی به دلیل خطر آتش‌سوزی و نیز به خاطر انتشار دود.
دود دهیِ مواد غذایی آنها را به مواد سرطان‌زای هیدروکربن آروماتیک چندحلقه‌ای آلوده می‌سازد.

## پیشینه
دود دادن مواد غذایی شیوهٔ شناخته شده‌ای است که قدمت آن به زمان انسان‌های بدوی غارنشین می‌رسد. از آنجا که این غارها یا کلبه‌های ساده و فاقد دودکش و روزنه‌های تهویه بوده‌اند، این خانه‌ها می‌توانند بسیار دودی بوده‌باشند. انسان‌های اولیه اغلب گوشت را برای خشک کردن آویزان می‌کرده‌اند، و به زودی آنها آگاه شده‌اند که گوشتی که در جای دودآلودی ذخیره شده بوده دارای عطر و طعم متفاوت و بهتری از گوشتی است که به سادگی خشک و نگهداری شده‌باشد. با گذشت زمان این فرایند را با پیش پخت مواد غذایی در نمک یا آب شور درهم آمیختند، و در نتیجه فرایند نگاهداری قابل ملاحظه و مؤثری را از فرهنگ‌های گوناگون یک‌دیگر اقتباس و توسعه دادند که توسط فرهنگ و رسوم در سراسر جهان پراکنده و با هم ترکیب شد. از آنجا که هدف اصلی از دودی کردن نگهداری غذا بود، بشر تا رسیدن به دوران مدرن، دودی کردن را به گونه‌ای «سنگین» انجام می‌داد. مقدار زیادی از نمک در فرایند پخت استفاده می‌شد و زمان آن هم بسیار طولانی، گاهی شامل چند روز از قرار گرفتن در معرض دود و نمک بود.
ظهور حمل و نقل مدرن جابجایی مواد غذایی را در مسافت‌های طولانی آسان‌تر ساخت و نیاز به زمان و مواد شور و کارهای سنگین و از جمله دود دهی را کاهش داد. دودیدن مواد غذایی بیشتر به خاطر افزایش عطر و طعم و نه برای حفظ مواد غذایی ادامه یافت. در سال ۱۹۳۹ یک دستگاه به نام کورهٔ توری در ایستگاه تحقیقات توری در اسکاتلند اختراع شد. این کوره‌ها می‌توانستند دودیدن را با کیفیت یکنواخت و بازده بالا انجام دهند. به زودی در اختیار داشتن این دستگاه به صورت بیاز اولیه برای تمام دست‌اندرکاران تولید در مقیاس بزرگ تجاری مدرن درآمد. اگر چه اصلاحات در روش، و پیشرفت در تکنولوژی، دود دهی مواد غذایی را بسیار آسان‌تر ساخته، گام‌های اساسی لازم برای انجام آن در امروز، در اصل همان است که از صدها اگر نه هزاران سال
پیش باقی مانده‌است.

## گونه‌های دود دادن
- دود دادن سرد به عنوان یک تقویت کنندهٔ عطر و طعم در مورد غذاهایی مانند سینهٔ مرغ، گوشت گاو، گوشت خوک، ماهی، حلزون اسکالوپ، و استیک استفاده می‌شود. پیش از دود دادن، نخست به منظور خشکاندن، تشکیل و تقویت یک پوسته ی غشایی بر روی گوشت، آن را آویزان می‌کنند، و پس از آن است که می‌توان دود دادن سرد را برای مدتی که به اندازه کافی (دلخواه) عطر و طعم را جذب کند، آغاز کرد. برخی از مواد غذایی را هم پیش از دود دادن سرد، پخته، کبابی، سرخ کرده، سرخ شده، یا بخارپز می‌کنند. دمای دودخانه برای دود دادن سرد به‌طور معمول بین ۲۰ تا ۳۰ درجهٔ سانتی‌گراد، (۶۸ تا ۸۶ درجه فارنهایت) انتخاب می‌شود.[۱۰] در این درجه حرارت، مواد غذایی دودی عطر و طعم دود را به خود می‌گیرد اما نسبتاً مرطوب باقی می‌ماند. دود دادن سرد غذا را نمی‌پزد. گوشت باید به‌طور کامل پیش از دود دادن سرد، درمان شود.[۱۰]
- دود دادن گرم غذاها را در محیطی کنترل شده مانند کوره دود یا دودخانه در معرض دود و گرما قرار می‌دهد. در این روش غذا به‌طور همزمان با گرما پخته شده و با دود طعم و عطر دهی می‌شود. برای اینکار می‌توان مستقیماً از کوره‌های دود استفاده کرد، یا در کوره‌های حرارتی غذا را پخت و در کنار آن، به محیط دود اضافه کرد. مانند دود دادن سرد، محصول ممکن است ابتدا جهت ایجاد یک پوستهٔ محافظ آویزان شده و سپس برای مدت ۱ تا ۲۴ ساعت دود دهی شود. اگر چه مواد غذایی دودی شده اغلب دوباره گرم یا پخته می‌شوند، اما معمولاً برای خوردن بدون پخت دوباره نیز امن هستند. دود دادن گرم عموماً در محدوده ۵۲ تا ۸۰ درجه سانتیگراد (۱۲۶–۱۷۶ °F) رخ می‌دهد. [۶] در این محدوده درجه حرارت، مواد غذایی به‌طور کامل پخته شده، مرطوب باقی مانده و طعم دار هستند. اگر کوره دود به دمای بالاتر از ۸۵ درجه سانتیگراد (۱۸۵ درجه فارنهایت) برسد، مواد غذایی بیش از حد کوچک شده، له شده یا حتی خرد خواهند شد. دود دهی در دماهای بالا از مرغوبیت مواد غذایی نیز می‌کاهد، چون رطوبت و چربی مواد غذایی از بین خواهد رفت.

## مواد نگهدارندهٔ غذا

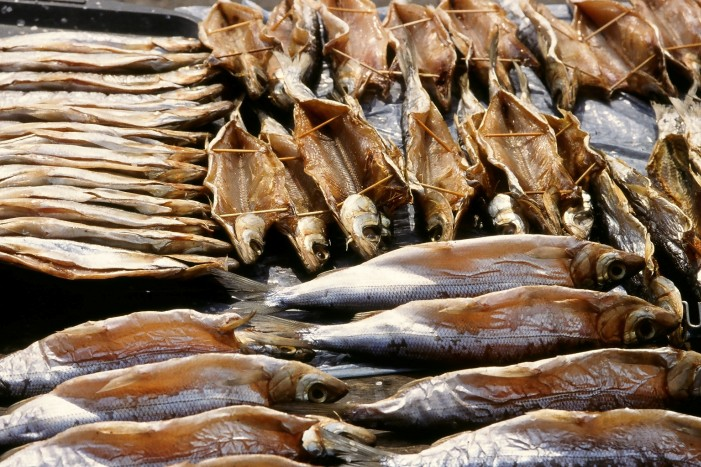
Smoked امول fish, endemic to دریاچه بایکال in Russia, on sale at Listyanka market

دود یک آنتی‌بیوتیک و آنتی‌اکسیدان است، اما در عمل دود به تنهایی برای نگاهداری مواد غذایی کافی نیست، مگر اینکه از روش‌ها و مواد دیگر نگهدارندهٔ غذا استفاده شود. مشکل اصلی این است که ترکیبات دود تنها از سطح بیرونی مواد غذایی در برابر هجوم خارجی دفاع می‌کند؛ دود در واقع نفوذ چندانی به درون گوشت یا ماهی نمی‌کند. در دوران مدرن، تقریباً تمام دود دادن‌ها به خاطر عطر و طعم آن انجام شده‌است. طعم دهندهٔ دود مصنوعی می‌تواند به عنوان یک مایع به تقلید از عطر و طعم دود دادن خریداری و استفاده شود، اما به تنهایی توان نگهدارندگی آن مواد را ندارد.
در گذشته، دود دادن روش و ابزاری مفید برای نگهداری غذا بود، این کار با درآمیختن با روش‌های دیگر، بیشتر نمک‌زنی یا خشک کردن بود. در برخی موارد، به ویژه در جاهایی که آب و هوای گرم و آفتابی نداشتند، دودی شدن خود به سادگی، یک عارضهٔ جانبی غیرقابل اجتناب از خشک کردن با استفاده از آتش بود. برای برخی از مواد غذایی که به مدت طولانی‌تری برای دودی شدن نیاز داشتند، زمان دود دادن نیز خود به خشک کردن مواد غذایی کمک می‌کرده‌است. خشک کردن، نمک‌سود کردن، یا روش‌های دیگر نگهداری می‌توانند فضای داخل غذاها را برای زندگی باکتریایی نامهربان و نامساعد سازند، در حالی که دودانیدن- برای قسمتِ سطحی آسیب‌پذیر بیرونی یک لایهٔ اضافی حفاظت است. برای ماهی‌های روغنی، دود دادن بسیار مفید است، از آنجا که خواص آنتی‌اکسیدانی آن سبب تأخیر در فاسدشدن چربی سطح آن می‌شود. (چربی داخلی چون در مجاورت اکسیژن قرار ندارد، که همان چیزی است که باعث ترشیدگی می‌شود) برخی از ماهی‌های به شدت شور، با دود دهی بلندمدت را می‌توان بدون نیاز به یخچال برای هفته‌ها یا ماه‌ها نگه داشت. این گونه غذاهای به شدت حفاظت شده معمولاً نیاز است که برای بهتر شدن طعم آنها پیش از سرو شدن آنها مورد نمک‌زدایی: مانند جوشیده‌شدن در آب شیرین قرار گیرند.